# 2019年伊朗互联网封锁
2019年伊朗互联网封锁是伊朗在2019年长达一周的互联网关闭，其由國家最高安全委員會命令，伊朗信息和通信技術部执行。互联网中断是伊朗伊斯蘭共和國政府镇压2019－2020年伊朗抗議的行动之一。 在断网期间，伊朗网民只能够访问清真互联网。 伊朗信息和通信技術部部長贾赫罗米后来因为其在伊朗网络审查中的活动被美国财政部制裁。